# Julieta Lazcano
Julieta Lazcano est une joueuse argentine de volley-ball née le 25 juillet 1989 à Córdoba. Elle mesure 1,90 m et joue au poste de centrale. Elle totalise 31 sélections en équipe d'Argentine.

## Clubs
| Club                              | De        | À         |
| --------------------------------- | --------- | --------- |
| Club Atlético General Paz Juniors | 2004-2005 | 2004-2005 |
| Municipalidad de Córdoba          | 2005-2006 | 2005-2006 |
| Freyre Córdoba                    | 2006-2007 | 2006-2007 |
| Robursport Volley Pesaro          | 2007-2008 | 2008-2009 |
| Gimnasia La Plata                 | 2009-2010 | 2010-2011 |
| Vandœuvre Nancy VB                | 2011-2012 | 2012-2013 |
| Istres OPVB                       | 2013-2014 | 2015-2016 |
| Stade Français                    | 2016-2017 | 2016-2017 |
| AS Saint-Raphaël                  | 2017-2018 | 2017-2018 |
| Clube Curitibano                  | 2018-2019 | 2018-2019 |
| MKS Radomka Radom                 | 2019-2020 | 2019-2020 |
| Fluminense Football Club          | 2020-2021 | …         |

## Palmarès

### Clubs
- Championnat d'Italie
  - Vainqueur : 2008.

### Distinctions individuelles
- Championnat d'Amérique du Sud de volley-ball féminin 2017: Meilleure centrale[3].